# Ma’arrzaf (Idlib)
Ma’arrzaf (arab. معرزاف) – miejscowość w Syrii, w muhafazie Idlib. W 2004 roku liczyła 1048 mieszkańców.